# スイス・コテージ駅 (メトロポリタン線)
スイス・コテージ駅 (メトロポリタン線)はロンドン地下鉄の廃止された駅である。当駅はメトロポリタン鉄道(現在のメトロポリタン線)のベーカー・ストリート駅から北への最初の支線として建設されたメトロポリタン＆セント・ジョンズ・ウッド鉄道の北の終点として1868年に開業した。1879年以降当駅からミドルセックス・ ハートフォードシャー ・ バッキンガムシャーを経由してワトフォード・アイルスベリー・チェシャム・ウクスブリッジまで延伸されている。
1930年代中期、メトロポリタン線各支線からの列車が集中するフィンチリー・ロード - ベーカー・ストリート間の線路容量は限界に達していた。この集中を緩和するため、ベーカー・ストリートのベーカールー線トンネルからフィンチリー・ロードまでのシールド工法の新線が建設された。メトロポリタン線スタンモア支線の機能は1939年11月20日にベーカールー線スタンモア支線に引き継がれ、ベーカー・ストリートに流れ込む乗客が分散、メトロポリタン線を通過する列車数が削減された。
ベーカールー線スタンモア支線には既存のスイス・コテージ駅に隣接して新しい駅が設けられ、両者はひとつの駅、メトロポリタン線が1番線・2番線、ベーカールー線が3番線・4番線として運営された。この状態は長くは続かず、戦時経済のもとメトロポリタン線の駅は1940年8月17日に廃止された。1979年のジュビリー線の開業により、ベーカールー線スタンモア支線はジュビリー線の一部となった。